# Bagrat 3. af Georgien
Bagrat 3. af Georgien (georgisk: ბაგრატ III) (ca. 960 – 7. maj 1014) af det georgiske dynasti Bagration var konge over Abkhasien fra 978 og frem (som Bagrat 2.) og konge af Georgien fra 1008 og frem. Han forenede disse to titler ved arv og gennem erobring og diplomati. Dette gjorde ham effektivt til at være den første konge over hvad der generelt anses for et forenet georgisk monarki.
Han er også kendt for at have beordret opførelsen af den pragtfulde Bagrati-katedral ved Kutaisi i det vestlige Georgien, hvis ruiner nu er et af UNESCOs verdensarvsområder.